# Кирцикский сельсовет
Кирцикский сельсовет — административно-территориальная единица и муниципальное образование со статусом сельского поселения в Кайтагском районе Дагестана Российской Федерации.
Административный центр — село Кирцик.

## Население
| 2002 | 2010 | 2012 | 2013 | 2014 | 2015 | 2016 |
| ---- | ---- | ---- | ---- | ---- | ---- | ---- |
| 295  | ↘196 | ↗197 | ↘196 | ↘191 | ↘185 | ↘178 |
| 2017 | 2018 | 2019 | 2020 | 2021 | 2023 | 2024 |
| ↘165 | ↘161 | ↘158 | ↘157 | ↗277 | ↘272 | ↗278 |
| 2025 |      |      |      |      |      |      |
| ↗288 |      |      |      |      |      |      |

## Состав
| № | Населённый пункт | Тип населённого пункта       | Население |
| - | ---------------- | ---------------------------- | --------- |
| 1 | Кирцик           | село, административный центр | ↗132      |
| 2 | Пиляки           | село                         | ↗69       |
| 3 | Шурагат          | село                         | ↗76       |